# Muscopilio onod
 (juillet 2021).
Genre
Espèce
Muscopilio onod, unique représentant du genre Muscopilio, est une espèce d'opilions laniatores de la famille des Agoristenidae.

## Distribution
Cette espèce est endémique du département de Cundinamarca en Colombie.

## Publication originale
- Villarreal & García, 2021 : « On the phylogenetic relationships of Muscopilio, a new Andean genus of basibiont harvestmen (Opiliones: Agoristenidae). » Zoologischer Anzeiger, vol. 292, p. 150–162.